# PC Tools
PC Tools was een collectie van softwarehulpprogramma's voor MS-DOS van Central Point Software. PC Tools werd in 1986 geïntroduceerd. Vanaf versie 4.0 werd de naam PC Tools Deluxe en gebruikte de software een kleurrijke shell. Vanaf versie 7.0 werd Windows ondersteund. Deze versie stond echter bekend als te complex en had diverse bugs. De laatst uitgebrachte versie was 9.0. In 1994 werd Central Point overgenomen door concurrent Symantec, die PC Tools discontinueerde omdat het een concurrent was van Norton Utilities dat door hen werd uitgegeven.

## Hulpprogramma's in PC Tools
- PC Shell
- PC-Cache
- PC-Secure
- Central Point Anti-Virus
- PC Backup (later Central Point Backup)
- DiskFix
- DiskEdit
- Unformat
- Undelete
- Mirror
- Compress
- FileFix
- Commute
- VDefend
- SysInfo